# Kappa2 Indi
Kappa2 Indi är en orange jätte i Indianens stjärnbild.
Stjärnan har visuell magnitud +5,61 och är synlig för blotta ögat vid god seeing. Den befinner sig på ett avstånd av ungefär 490 ljusår.